# Kościół Teatynów w Monachium
Kościół Teatynów (niem. Theatinerkirche, ang. Theatine Church, fr. Église des Théatins) – kościół katolicki pod wezwaniem św. Kajetana, znajdujący się przy Odeonsplatz w Monachium, w Niemczech. Jedna z najwspanialszych świątyń stolicy Bawarii.

## Historia

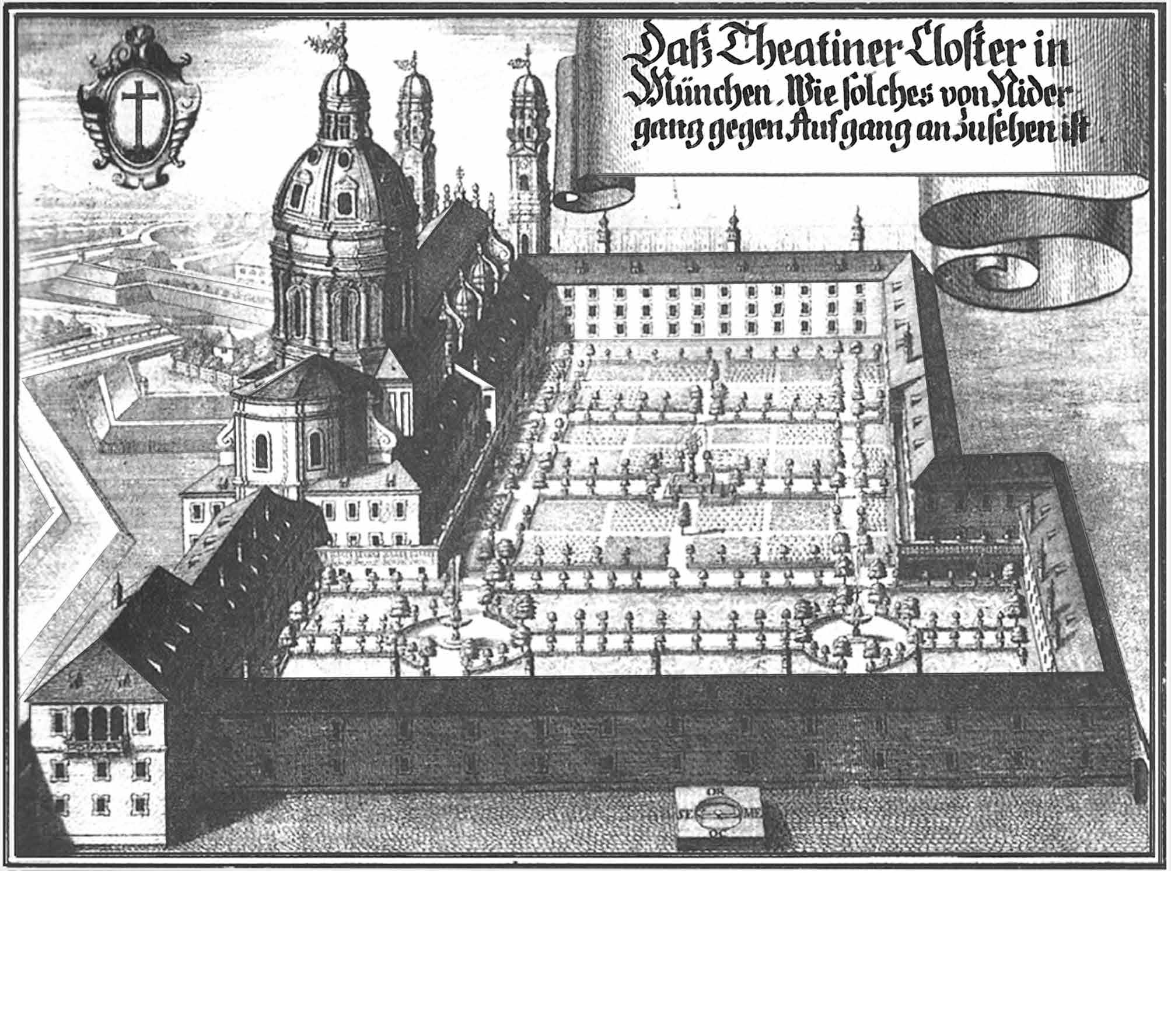
Kościół i klasztor teatynów ok. 1700 r., grafika M. Weninga

Inicjatywa wzniesienia klasztoru wyszła od Ferdynanda, elektora Bawarii w latach 1651–1670, i jego małżonki Henrietty Adelajdy dla uczczenia faktu urodzenia ich długo oczekiwanego syna, przyszłego księcia-elektora Maksymiliana II Emanuela (11 lipca 1662). Maksymilian II Emanuel poślubił córkę Jana III Sobieskiego Teresę Kunegundę. Po śmierci księżna została pochowana w krypcie świątyni, stąd umieszczenie w szczycie fasady świątyni obok bawarskich Lwów godła Rzeczypospolitej z Białymi Orłami i Pogonią.
Na życzenie Henrietty wybrano zakon teatynów, którzy mieli przyczynić się do odrodzenia miejscowego duchowieństwa diecezjalnego i rozwijać działalność misyjną. Do wykonania projektu zatrudniony został architekt Agostino Barelli z Bolonii, natomiast kierownikiem budowy został ojciec Antonio Spinelli z zakonu teatynów. Wzorem dla Barelliego była macierzysta świątynia teatynów, kościół St. Andrea della Valle w Rzymie.
Budowa rozpoczęta została 29 kwietnia 1663 pod nadzorem samego księcia-elektora. Nawa została zasklepiona w 1672, co pozwoliło artyście C.B. Morettiemu przystąpić do wykonania imponującej dekoracji stiukowej jej wnętrza. W międzyczasie na skutek nieporozumień z architektem został odwołany ze stanowiska kierownika budowy ojciec Spinelli. Zastąpił go w 1669 Enrico Zuccalli, który w 1674 opracował projekt konstrukcji kopuły. Zrealizowano ją w latach 1676–1678. W 1679 został wybudowany grobowiec rodziny elektorskiej. Pierwszą część budowy zakończyło w 1690 wzniesienie dwóch wież, flankujących fasadę kościoła.

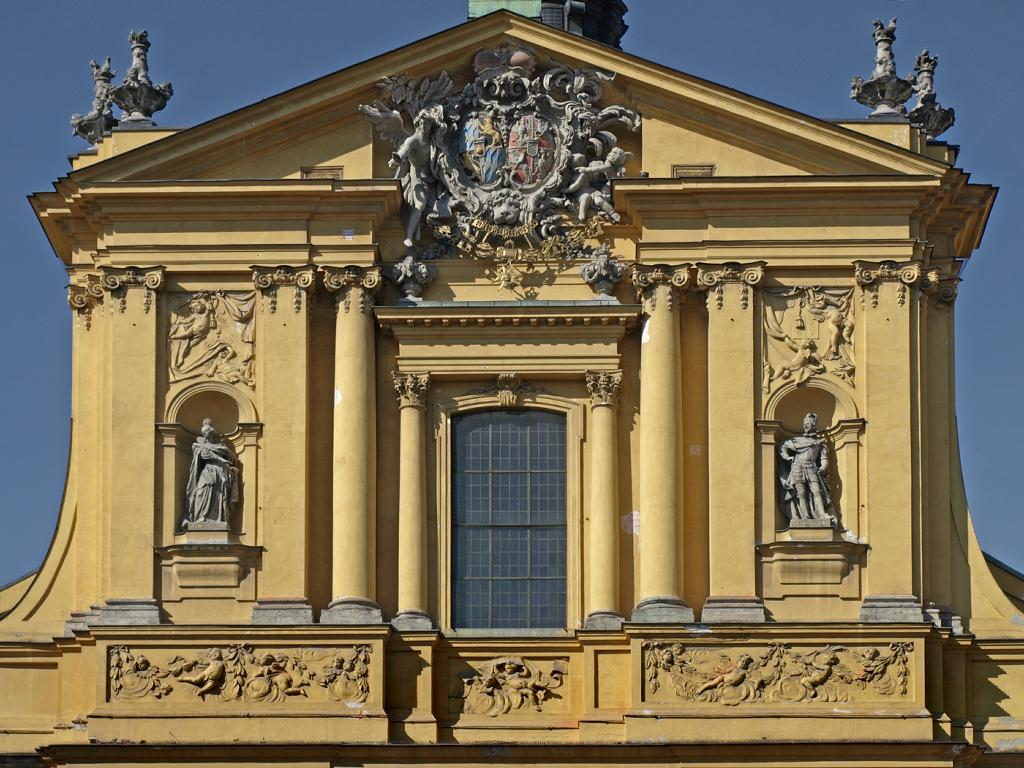
Szczyt fasady

Dzisiejszy wygląd fasady kościoła pochodzi dopiero z następnego wieku, a konkretnie z lat 1765–1768. Powstał na życzenie księcia-elektora Maksymiliana III Józefa, a jego autorem był nadworny architekt Wittelsbachów, mistrz rokoka – François de Cuvilliés Starszy. Nowe mauzoleum powstało w jednej z bocznych kaplic na prośbę E. von Riedela w 1864, dla króla Bawarii Maksymiliana II i jego małżonki, Marii Fryderyki.
Podczas II wojny światowej kościół był czterokrotnie zbombardowany przez lotnictwo alianckie. Całkowitemu zburzeniu uległa kaplica południowa. Zniszczone zostały: nastawa ołtarzowa (dzieło A. Zanchiego), tabernakulum oraz większość wystroju rzeźbiarskiego (z wyjątkiem figur apostołów św. Jana i św. Marka, autorstwa Balthasara Ableithnera). Rekonstrukcja świątyni przebiegała jednak bardzo sprawnie i już 21 sierpnia 1955 odprawiono w niej pierwszą Mszę świętą.

## Architektura

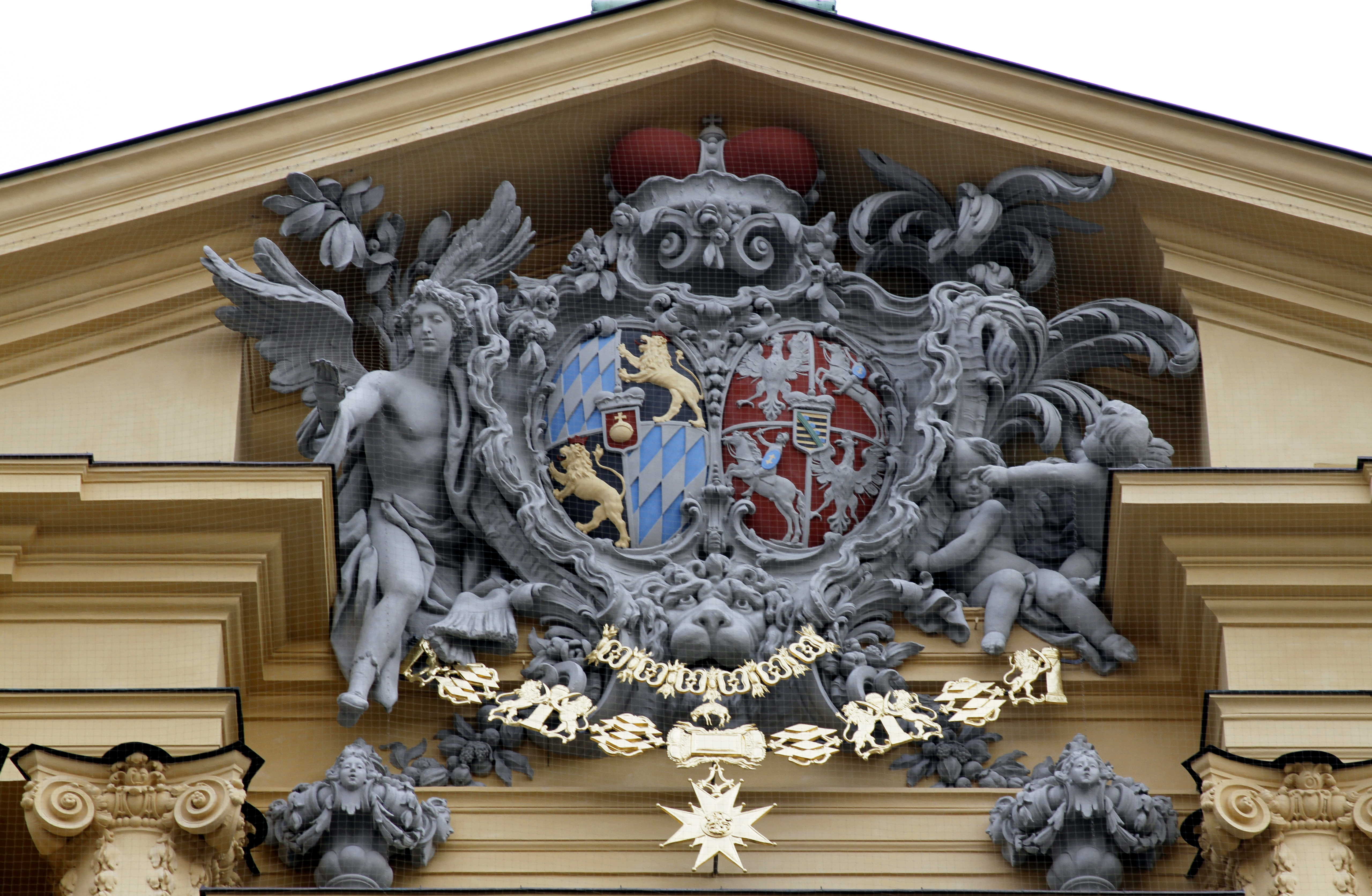
Herby Bawarii i Rzeczypospolitej na szczycie fasady

Kościół, utrzymany generalnie w stylu włoskiego baroku i wykończony żółtym tynkiem jest jedną z najłatwiej rozpoznawalnych budowli w Monachium. Jest budowlą jednonawową, z transeptem i systemem bocznych kaplic. Nad skrzyżowaniem nawy i transeptu wznosi się kopuła na wysokim bębnie. Rokokowa fasada zwieńczona jest trójkątnym szczytem, w którym widoczny jest kartusz z herbami Elektoratu Bawarii i I Rzeczypospolitej. Flankują go dwie czworoboczne wieże z zegarami, przykryte wysokimi hełmami. Wydatne woluty na zwieńczeniach wież przypominają podobne rozwiązanie z weneckiej świątyni Santa Maria della Salute. Wyjątkowe wrażenie robi śnieżnobiałe wnętrze świątyni, ozdobione stiukami.

## Krypta

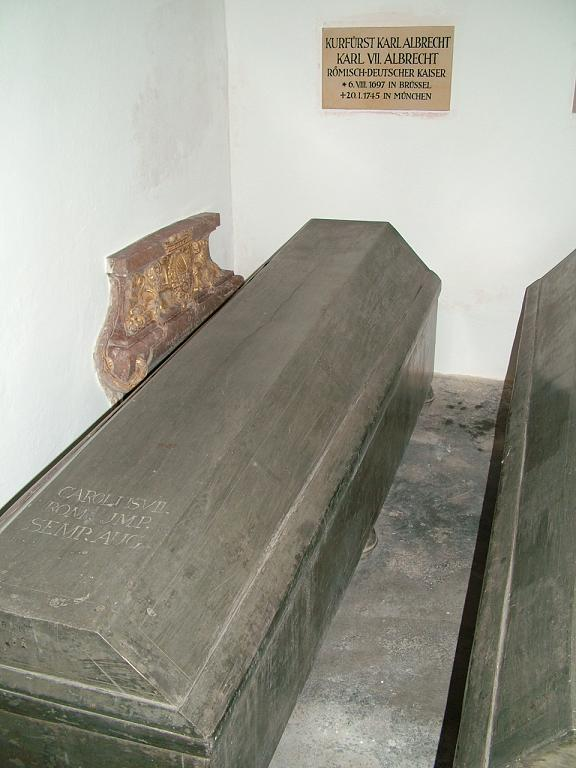
Sarkofag króla Czech i cesarza Karola VII

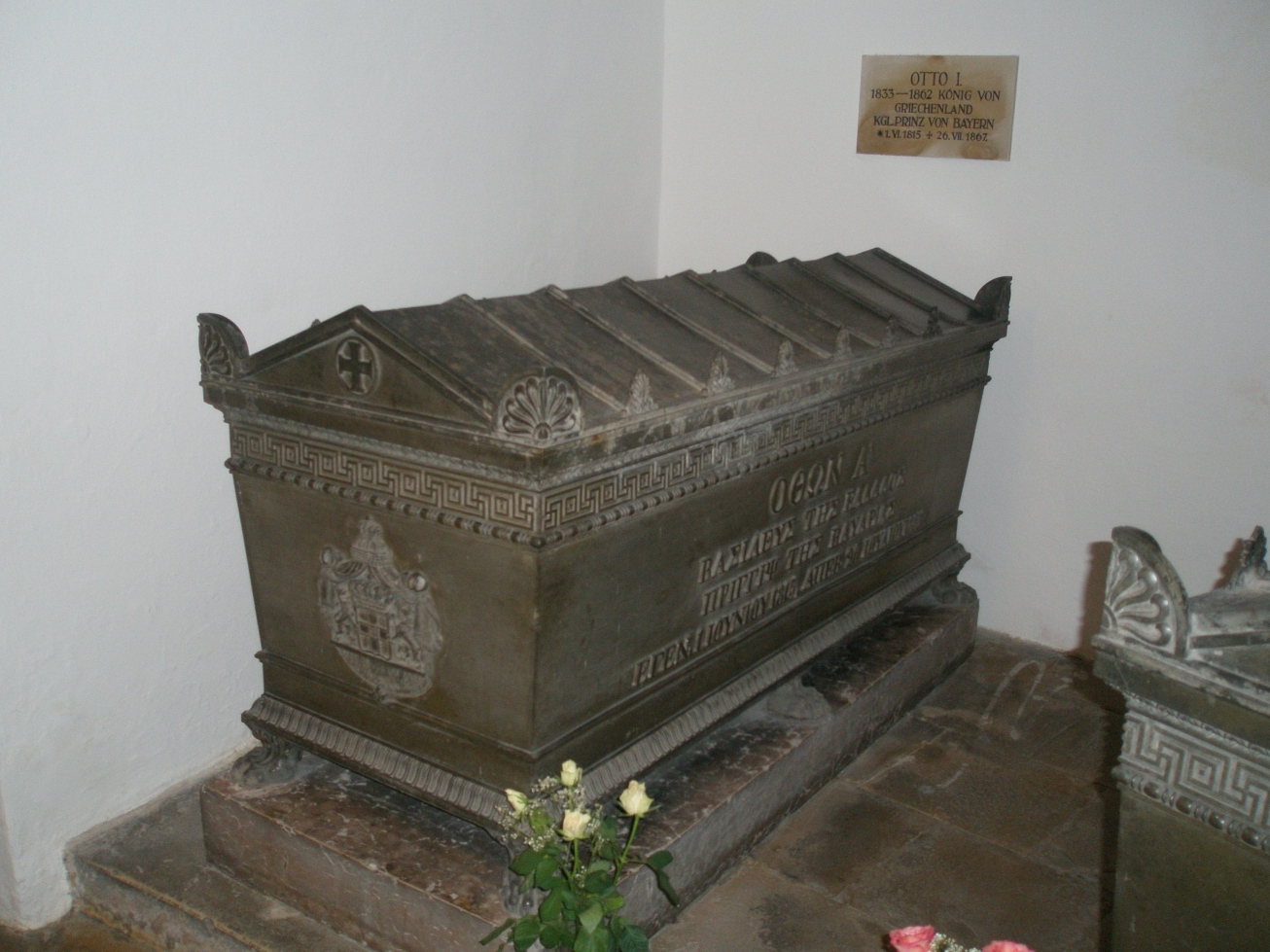
Sarkofag króla Grecji Ottona I

W krypcie pod kościołem, podobnie jak w kościele św. Michała i katedrze św. Marii Panny, znajdują się groby wielu członków rodu Wittelsbachów i ich małżonek. Pochowani zostali tu m.in.:
- Henrietta Adelajda Sabaudzka (zm. 13 czerwca 1676) – księżniczka Sabaudii, księżna bawarska
- Ferdynand Maria Bawarski (zm. 26 maja 1679) – elektor Bawarii
- Maksymilian II Emanuel (zm. 26 lutego 1726) – elektor Bawarii
- Teresa Kunegunda Sobieska (zm. 10 marca 1730) – królewna polska, księżna bawarska
- Karol VII Bawarski (zm. 20 stycznia 1745) – król Czech, elektor Bawarii, cesarz rzymski
- Maria Amalia Habsburg (zm. 11 grudnia 1756) – królowa Czech, księżna bawarska, cesarzowa
- Maksymilian III Józef (zm. 30 grudnia 1777) – elektor Bawarii
- Maria Anna Wettyn (zm. 17 lutego 1797) – królewna polska, księżna bawarska
- Karol IV Teodor (zm. 16 lutego 1799) – elektor Bawarii
- Maksymilian I Józef (zm. 13 października 1825) – elektor i król Bawarii
- Karolina Fryderyka Badeńska (zm. 13 listopada 1841) – królowa Bawarii
- Augusta Ferdynanda Toskańska (zm. 26 kwietnia 1864) – księżna bawarska
- Otto I Grecki (zm. 26 lipca 1867) – król Grecji
- Amelia Oldenburg (zm. 20 maja 1875) – królowa Grecji
- Arnulf Bawarski (zm. 12 listopada 1907) – książę bawarski
- Rudolf Bawarski (zm. 26 czerwca 1912) – książę bawarski
- Maria Gabriela Bawarska (zm. 24 października 1912) – księżniczka bawarska
- Luitpold Bawarski (zm. 12 grudnia 1912) – książę i regent bawarski
- Luitpold Bawarski (zm. 27 sierpnia 1914) – książę bawarski
- Henryk Bawarski (zm. 8 listopada 1916) – książę bawarski
- Ruppert Bawarski (zm. 2 sierpnia 1955) – książę bawarski